# Magnus-Gottfried-Lichtwer-Gymnasium
Das Magnus-Gottfried-Lichtwer Gymnasium ist das Gymnasium der Stadt Wurzen und in städtischer Trägerschaft. Das Einzugsgebiet der Schule erstreckt sich auf den weiteren Raum Wurzen und das Wurzener Land.

## Schule
Das Magnus-Gottfried-Lichtwer-Gymnasium befindet sich am nordöstlichen Stadtrand von Wurzen nahe der Schwimmhalle und des Sportplatzes. Das Schulgebäude ist ein Neubau und wurde 1996 eingeweiht. Der Gebäude-Entwurf ist ein interessantes und anregendes Spannungsverhältnis zwischen Gemeinsamkeit und Individualität. Die Großzügigkeit der Anlage wirkt sich positiv auf die Entwicklung der Schüler aus. Diesem Anliegen entspricht sowohl die Geschossigkeit als auch die Planfigur der Schule.
An der Schule wird Englisch als erste Fremdsprache gelehrt. Ab der Jahrgangsstufe 7 können die Schüler Kenntnisse in einer der drei Sprachen Spanisch, Russisch oder Latein erwerben. Mit Beginn der 8. Klasse haben die Schüler die Möglichkeit, ihren Neigungen folgend entweder im künstlerischen oder im naturwissenschaftlichen Profil ihre Ausbildung zu vervollständigen. Für alle Schüler stehen am Nachmittag vielfältige Ganztagsangebote zur Verfügung.
Die Schüler besuchen derzeit knapp 700 Schüler, welche von etwa 60 Lehrern und 5 Referendaren unterrichtet werden. Das Magnus-Gottfried-Lichtwer-Gymnasium verfügt über 41 Unterrichtsräume, 15 Fachräume, 3 Labore, 2 Sporthallen, 2 Tennisplätze sowie jeweils eine Mensa, Aula und Bibliothek.

## Geschichte

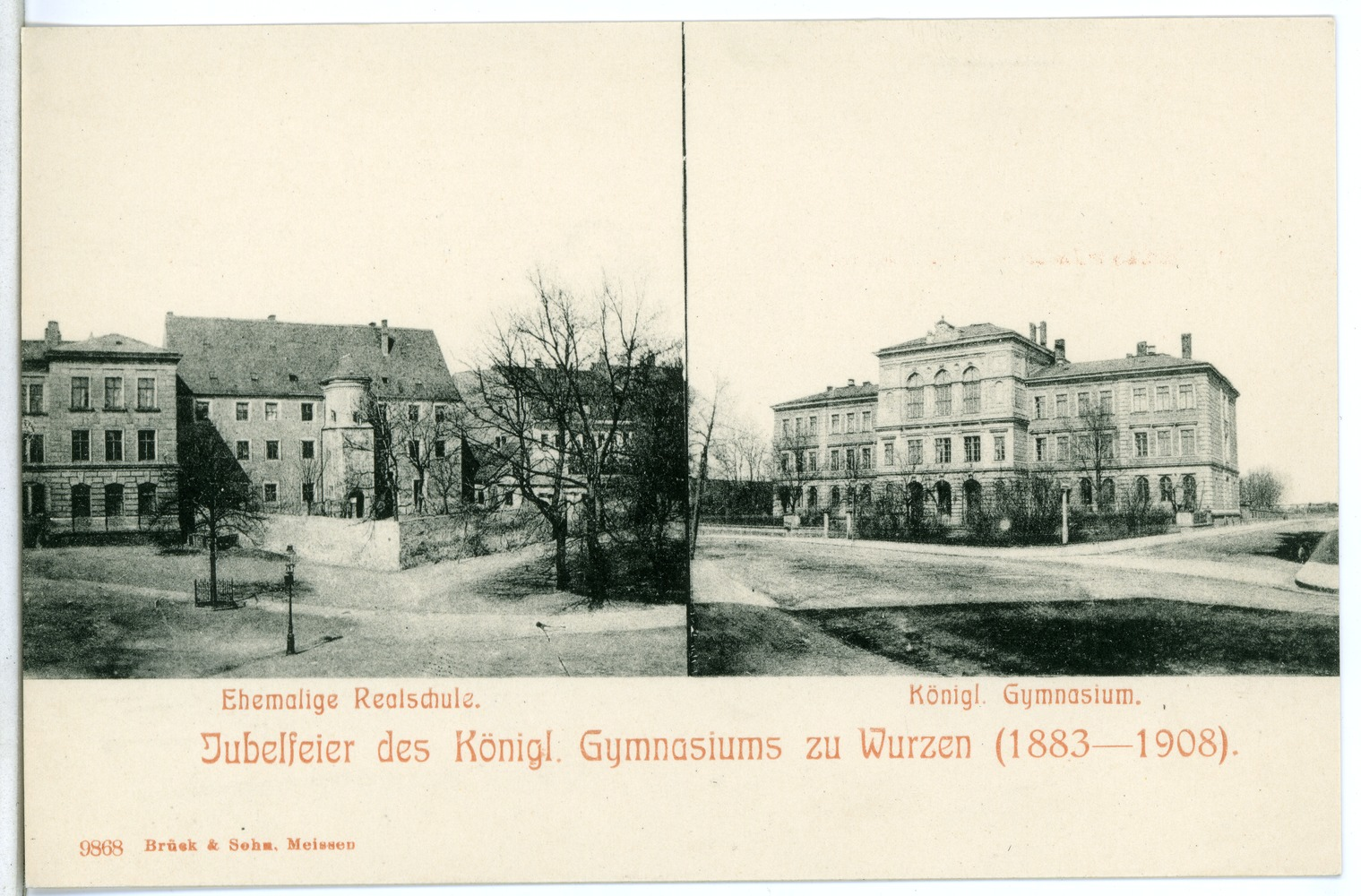
Postkarte anlässlich des 25. Jubiläums des Königlichen Gymnasiums zu Wurzen, 1908

1871 gab es den Antrag des Stadtverordneten Otto Hösemann und seiner „75 Genossen“ zur Gründung einer Realschule 2. Ordnung in Wurzen. 1873 wurde eine Realschule 2. Ordnung auf dem Domplatz zu Wurzen in einem ehemaligen Stiftsgebäude nahe dem Geburtshaus des Fabeldichters Magnus Gottfried Lichtwer eröffnet.
Erster Rektor war der Theologe Heinrich Theodor Friedrich Pötzschke. 1879 legten die ersten sieben Schüler die Reifeprüfung in Wurzen ab, und 1880 wurde auf Beschluss der Wurzener Stadtverordnetenversammlung die bereits im Bau befindliche neue Schule in die Obhut des Staates gegeben, verbunden mit der Umwandlung in ein humanistisches Gymnasium.
1881 erfolgten der Einzug in das neue Gebäude in der Langen Straße (heute: Straße des Friedens) und die Einrichtung der ersten Gymnasialklassen. Die Schule wurde 1883 an den sächsischen Staat übergeben, der Schwerpunkt der Ausbildung lag auf den „humanistischen Fächern: Latein, Griechisch und Hebräisch“. Ab 1907 erfolgte die Ausbildung auch in mathematisch-naturwissenschaftlichen Fächern. Als Rektor Pötzschke 1893 in den Ruhestand trat, folgte ihm der Konrektor (seit 1881) Wilhelm Heinrich Roscher nach, der das Gymnasium bis zu seinem Eintritt in den Ruhestand 1905 leitete. Sein Nachfolger war von 1905 bis 1910 Otto Eduard Schmidt.
Das Gebäude des damaligen Königlich Sächsischen Gymnasium beherbergt heute das berufliche Schulzentrum Wurzen.
1920 besuchten erstmals drei Mädchen das Wurzener Gymnasium, und 1921 wurde das humanistische Gymnasium in ein Reformgymnasium Dresdener Ordnung umgewidmet. Dies bedeutete eine Veränderung der Schwerpunktsetzung in den Bildungsinhalten, die Bedeutung der naturwissenschaftlich-mathematischen Fächer nahm zu. Von 1922 bis 1924 fand die Einführung der Sprachfächer Französisch und Englisch statt. 1933 erfolgte die Umbenennung in Staatliche Oberschule für Jungen (rund ein Viertel der Schüler waren Mädchen), und mit dem Jahr 1938 wurde die Abiturausbildung nach zwölfjähriger Schulausbildung abgeschlossen und die nationalsozialistische Orientierung und Ausrichtung der Lehrerschaft deutlich spürbar.
Gegen Ende des 2. Weltkriegs wurde das Gymnasium 1944 in ein Reservelazarett umfunktioniert, die obersten Klassen erhielten ihr Reifezeugnis ohne Prüfung (Lehrermangel durch Reserve- und Kriegsdienst). Mit dem Kriegsende im Frühjahr 1945 erfolgte die Einstellung des Unterrichts, und das Schulgebäude wurde in der Folge Kommandantur der Roten Armee. Im Oktober desselben Jahres wurde der Schulbetriebs auf Befehl der SMAD wieder aufgenommen und eine antifaschistisch-demokratische Schulreform durchgeführt. Im Folgejahr 1946 verließen die ersten Nachkriegs-Abiturienten die Schule, und die Klassen der Handelsschule und der Staatlichen Oberschule wurden zusammengelegt.
1949 erfolgte der Einzug der neuen Oberschule (als Goethe-Oberschule) in das Gebäude in der Seetzenstraße (heute Diesterweg-Grundschule in der Eduard-Schulze-Straße), die Ausbildung erfolgte zweizügig, unterteilt in einen sprachlichen und einen mathematisch-naturwissenschaftlichen Zweig.
Ab 1959 erfolgte die Ausbildung nur noch im mathematisch-naturwissenschaftliche Zweig, die Schule wurde zur Erweiterten Oberschule. Seit den 1980er Jahren bestand die Erweiterte Oberschule in der DDR nur noch für die 11. und 12. Klassen (statt vier Schuljahre von Klasse 9 bis 12 nur noch zwei Jahre von Klasse 11 bis 12).
Nach der Friedlichen Revolution in der DDR 1989 erfolgte 1991 die Umstrukturierung der Schule im wiedererstandenen Freistaat Sachsen. Aufgrund der gestiegenen Schülerzahlen kam es zum Umzug auf den Domplatz in das Gebäude der ehemalige „Diesterweg-Oberschule Wurzen“ (ehemals Mädchenschule).
Ab 1992 wurde die Erweiterte Oberschule als Gymnasium geführt, als neuen Namen entschied sich die Schulkonferenz 1993 für Magnus-Gottfried-Lichtwer-Gymnasium Wurzen. 1996 erhielt das Magnus-Gottfried-Lichtwer-Gymnasium einen modernen Schulneubau in der Lüptitzer Straße.

## Schriften
- Schulprogramme des Königlichen Gymnasiums zu Wurzen
  - 1884–1893 Digitalisat
  - 1893–1915 Digitalisat